# Хартнайд фон Лозенщайн-Лозенщайнлайтен
Хартнайд (II) фон Лозенщайн-Лозенщайнлайтен (на немски: Hartneid (II) von Losenstein auf Losensteinleiten; † 1479) е благородник от род Лозенщайн и господар в Лозенщайнлайтен в Горна Австрия.

## Живот
Той е третият син на Бернхард I фон Лозенщайн († 1434) и първата му съпруга Анна фон Целкинг, дъщеря на Хайнрих фон Целкинг и Катарина фон дер Лайпа. Баща му се жени втори път за Беатрикс Вехингер, дъщеря на Конрад Вехингер. Бракът е бездетен. Тя се омъжва втори път 1434 г. за Леутолд фон Кранихфелд. Брат е на Бертхолд фон Лозенщайн († 1443), Рудолф фон Лозенщайн-Гшвендт († 1449), Флориан фон Лозенщайн († 1456), 1453 г. рицар, и Катарина/ Кристина фон Лозенщайн († 7 август 1456, Виена), омъжена 1435 г. за Улрих (IV) фон Шерфенберг († 1456).
Между 1409 и 1433 г. баща му Бернхард строи воден дворец в имението Лайтен, известни като „Лозенщайнлайтен“. Тримата братя наследяват дворец Лозенщайнлайтен. През 1456 г. братята Хартнайд II, Флориан и децата на умрелия през 1449 г. Рудолф I получават дворец Лозенщайнлайтен от крал Ладислаус.
Родът на господарите фон Лозенщайн измира по мъжка линия през 1692 г. След смъртта на последният от род Лозенщайн през 1692 г. (катедрален пропст имперски княз Франц Антон фон Лозенщайн) цялата собственост на рода отива (чрез женитба) на рода на князете фон Ауершперг.

## Фамилия
Първи брак: с Йохана Мезирзитски фон Ломнитц. Te имат три деца:
- Кристоф фон Лозенщайн († 1508), женен I. за Сабина фон Босковиц-Кзернахорна, II. за фрайин Лунета фон и цу Фолкенсторф (1477 – 1521), която се омъжва втори път за Себастиан фон Лозенщайн († 1553); бездетен
- Бернхард фон Лозенщайн († 1477), неженен
- Доротея фон Лозенщайн († 1508), омъжена I. за Георг фон Ахам, II. за Зайфрид фон Тьоринг († 1508)

Втори брак: с Маргарета фон Рор, дъщеря на Матеус фон Рор-Леонщайн и Агнес фон Ладендорф. Бракът е бездетен.